# Nikola Vujadinović
Nikola Vujadinović (in serbo Никола Вујадиновић?; Belgrado, 16 luglio 1986) è un calciatore montenegrino, difensore dell'OFK Belgrado.

## Biografia
Nato in Serbia, possiede sia il passaporto montenegrino sia quello bulgaro. Quest'ultimo gli consente di avere la cittadinanza europea ed essere quindi considerato comunitario.

## Carriera

### Club
Inizia la sua carriera calcistica nelle file dello Stella Rossa di Belgrado. Dopo aver giocato nelle giovanili della squadra di Belgrado per 3 anni, milita in altre tre diverse formazioni serbe fino al 2007 quando viene acquistato dai bulgari del CSKA Sofia.
Il 6 agosto 2008 passa all'Udinese per 900.000 euro. Qui non gioca alcuna partita.
Il 24 giugno 2012 viene ceduto a titolo definitivo allo Sturm Graz, lascia il Friuli senza aver mai indossato la casacca bianconera in partite ufficiali.

### Nazionale
Ha giocato nella nazionale montenegrina Under-21.

## Statistiche

### Presenze e reti nei club
Statistiche aggiornate al 10 dicembre 2023.
| Stagione                   | Squadra                    | Campionato                 | Campionato | Campionato | Coppe nazionali | Coppe nazionali | Coppe nazionali | Coppe europee | Coppe europee | Coppe europee | Altre coppe | Altre coppe | Altre coppe | Totale | Totale |
| Stagione                   | Squadra                    | Comp                       | Pres       | Reti       | Comp            | Pres            | Reti            | Comp          | Pres          | Reti          | Comp        | Pres        | Reti        | Pres   | Reti   |
| -------------------------- | -------------------------- | -------------------------- | ---------- | ---------- | --------------- | --------------- | --------------- | ------------- | ------------- | ------------- | ----------- | ----------- | ----------- | ------ | ------ |
| 2004-2005                  | Rad Belgrado               | PL                         | 1          | 0          | CS              | 0               | 0               | -             | -             | -             | -           | -           | -           | 1      | 0      |
| 2005-2006                  | Zeta                       | PL                         | 11         | 1          | CS              | ?               | ?               | -             | -             | -             | -           | -           | -           | 11+    | 1+     |
| 2006-2007                  | Radnički Pirot             | SL                         | 14         | 0          | CS              | ?               | ?               | -             | -             | -             | -           | -           | -           | 14+    | 0+     |
| 2007-2008                  | CSKA Sofia                 | A-PFG                      | 17         | 1          | CB              | 1               | 0               | CU            | 4             | 0             | -           | -           | -           | 22     | 1      |
| 2008-2009                  | Udinese                    | A                          | 0          | 0          | CI              | 0               | 0               | CU            | 0             | 0             | -           | -           | -           | 0      | 0      |
| 2009-2010                  | Unirea Alba Iulia          | L1                         | 22         | 0          | CR              | 0               | 0               | -             | -             | -             | -           | -           | -           | 22     | 0      |
| 2010-2011                  | Aberdeen                   | SP                         | 18         | 1          | CS+CdL          | 5+2             | 0               | -             | -             | -             | -           | -           | -           | 25     | 1      |
| lug.-dic. 2011             | Udinese                    | A                          | 0          | 0          | CI              | 0               | 0               | UCL+UEL       | 0             | 0             | -           | -           | -           | 0      | 0      |
| Totale Udinese             | Totale Udinese             | Totale Udinese             | 0          | 0          |                 | 0               | 0               |               | 0             | 0             |             | -           | -           | 0      | 0      |
| gen.-giu. 2012             | Javor Ivanjica             | SL                         | 14         | 2          | CS              | -               | -               | -             | -             | -             | -           | -           | -           | 14     | 2      |
| 2012-2013                  | Sturm Graz                 | BL                         | 33         | 7          | CA              | 3               | 0               | -             | -             | -             | -           | -           | -           | 36     | 7      |
| 2013-2014                  | Sturm Graz                 | BL                         | 35         | 3          | CA              | 5               | 0               | UEL           | 2             | 0             | -           | -           | -           | 42     | 3      |
| Totale Sturm Graz          | Totale Sturm Graz          | Totale Sturm Graz          | 68         | 10         |                 | 8               | 0               |               | 2             | 0             |             | -           | -           | 78     | 10     |
| nov. 2014-2015             | Osasuna                    | SD                         | 25         | 2          | CR              | -               | -               | -             | -             | -             | -           | -           | -           | 25     | 2      |
| lug.-dic. 2015             | Beijing Enterprises        | L1                         | 11         | 0          | CC              | 2               | 0               | -             | -             | -             | -           | -           | -           | 13     | 0      |
| 2016                       | Beijing Enterprises        | L1                         | 23         | 2          | CC              | 0               | 0               | -             | -             | -             | -           | -           | -           | 23     | 2      |
| Totale Beijing Enterprises | Totale Beijing Enterprises | Totale Beijing Enterprises | 34         | 2          |                 | 2               | 0               |               | -             | -             |             | -           | -           | 36     | 2      |
| gen.-giu. 2017             | Osasuna                    | SD                         | 10         | 0          | CR              | -               | -               | -             | -             | -             | -           | -           | -           | 10     | 0      |
| Totale Osasuna             | Totale Osasuna             | Totale Osasuna             | 35         | 2          |                 | -               | -               |               | -             | -             |             | -           | -           | 35     | 2      |
| 2017-2018                  | Lech Poznań                | EK                         | 14         | 0          | CP              | 1               | 0               | UEL           | 2             | 0             | -           | -           | -           | 17     | 0      |
| 2018-2019                  | Lech Poznań                | EK                         | 23         | 3          | CP              | 0               | 0               | UEL           | 3             | 0             | -           | -           | -           | 26     | 0      |
| Totale Lech Poznan         | Totale Lech Poznan         | Totale Lech Poznan         | 37         | 3          |                 | 1               | 0               |               | 5             | 0             |             | -           | -           | 43     | 3      |
| 2018-2019                  | Lech Poznań II             | 3L                         | 3          | 0          | -               | -               | -               | -             | -             | -             | -           | -           | -           | 3      | 0      |
| 2019-2020                  | Domžale                    | 1. SNL                     | 14         | 2          | CS              | 2               | 1               | -             | -             | -             | -           | -           | -           | 16     | 3      |
| 2020-gen. 2021             | Sabah                      | PL                         | 8          | 0          | -               | -               | -               | -             | -             | -             | -           | -           | -           | 8      | 0      |
| 2021-2022                  | Radnički Niš               | SL                         | 22+6       | 2+0        | CS              | 1               | 0               | -             | -             | -             | -           | -           | -           | 29     | 2      |
| 2022-feb. 2023             | Čukarički                  | SL                         | 9          | 1          | CS              | 1               | 1               | UECL          | 4             | 0             | -           | -           | -           | 14     | 2      |
| feb.-giu. 2023             | Mladost GAT                | SL                         | 6+6        | 0          | CS              | -               | -               | -             | -             | -             | -           | -           | -           | 12     | 0      |
| 2023-2024                  | OFK Belgrado               | SL                         | 10         | 1          | CS              | 0               | 0               | -             | -             | -             | -           | -           | -           | 10     | 1      |
| Totale carriera            | Totale carriera            | Totale carriera            | 355        | 30         |                 | 23+             | 2+              |               | 15            | 0             |             | -           | -           | 393+   | 32+    |

## Palmarès

### Club

#### Competizioni nazionali
- Campionato bulgaro: 1

CSKA Sofia: 2007-2008
- Prva Liga Srbija: 1

OFK Belgrado: 2023-2024